# Handanovič
Pogostost priimka Handanovič je bila po podatkih Statističnega urada Republike Slovenije na dan 1. januarja 2010 manjša kot 5 oseb. 

## Znani nosilci priimka
- Jasmin Handanovič, nogometaš
- Samir Handanovič, nogometaš